# 南昆線
南昆線（なんこんせん、中国語：南昆铁路）は中華人民共和国広西壮族自治区南寧市と雲南省昆明市を結ぶ幹線鉄道路線である。195駅。1990年12月に建設開始、1997年3月に開通、1997年12月に運転開始。工事は困難をきわめた。大きな港を有する華南沿岸部と内陸部を結ぶため雲南地方の経済発展に貢献している。